# Odontocera bisulcata
Odontocera bisulcata är en skalbaggsart som beskrevs av Bates 1870. Odontocera bisulcata ingår i släktet Odontocera och familjen långhorningar. Inga underarter finns listade i Catalogue of Life.